# Boô-Silhen
Boô-Silhen est une commune française située dans l'ouest du département des Hautes-Pyrénées, en région Occitanie. Sur le plan historique et culturel, la commune est dans la province du Lavedan, partie sud-occidentale de la Bigorre et constituée d'un ensemble de sept vallées en amont de la ville de Lourdes.
Exposée à un climat océanique altéré, elle est drainée par le gave de Pau, le ruisseau de Saint-Pastous et par deux autres cours d'eau. La commune possède un patrimoine naturel remarquable : un site Natura 2000 (les « gaves de Pau et de Cauterets (et gorge de Cauterets) ») et deux zones naturelles d'intérêt écologique, faunistique et floristique.
Boô-Silhen est une commune rurale qui compte 319 habitants en 2022, après avoir connu une forte hausse de la population depuis 1962. Elle fait partie de l'aire d'attraction de Lourdes..
Ses habitants sont appelés les Boôsilheniens.

## Géographie

### Localisation
1. Carte dynamique
2. Carte Openstreetmap
3. Carte topographique
4. Carte avec les communes environnantes

La commune de Boô-Silhen se trouve dans le département des Hautes-Pyrénées, en région Occitanie.
Elle se situe à 26 km à vol d'oiseau de Tarbes, préfecture du département, et à 3 km d'Argelès-Gazost, sous-préfecture.
Les communes les plus proches sont : 
Saint-Pastous (1,3 km), Ayros-Arbouix (1,7 km), Ayzac-Ost (2,0 km), Agos-Vidalos (2,0 km), Vier-Bordes (2,6 km), Argelès-Gazost (2,7 km), Préchac (2,9 km), Lau-Balagnas (3,0 km).
Sur le plan historique et culturel, Boô-Silhen fait partie de la province historique du Lavedan, partie sud-occidentale de la Bigorre et constitué d'un ensemble de sept vallées en amont de la ville de Lourdes. Historiquement, elle  fait partie de la province de Gascogne, et plus particulièrement du comté de Bigorre. La commune est dans le pays Dabant-Aygues qui regroupe huit communes.
Boô-Silhen est limitrophe de six autres communes.
Les communes limitrophes sont  Agos-Vidalos, Argelès-Gazost, Ayros-Arbouix, Ayzac-Ost, Geu et Saint-Pastous.
|                | Agos-Vidalos  | Geu           |
| Ayzac-Ost      | Boô-Silhen    | Saint-Pastous |
| Argelès-Gazost | Ayros-Arbouix |               |

### Paysages et relief

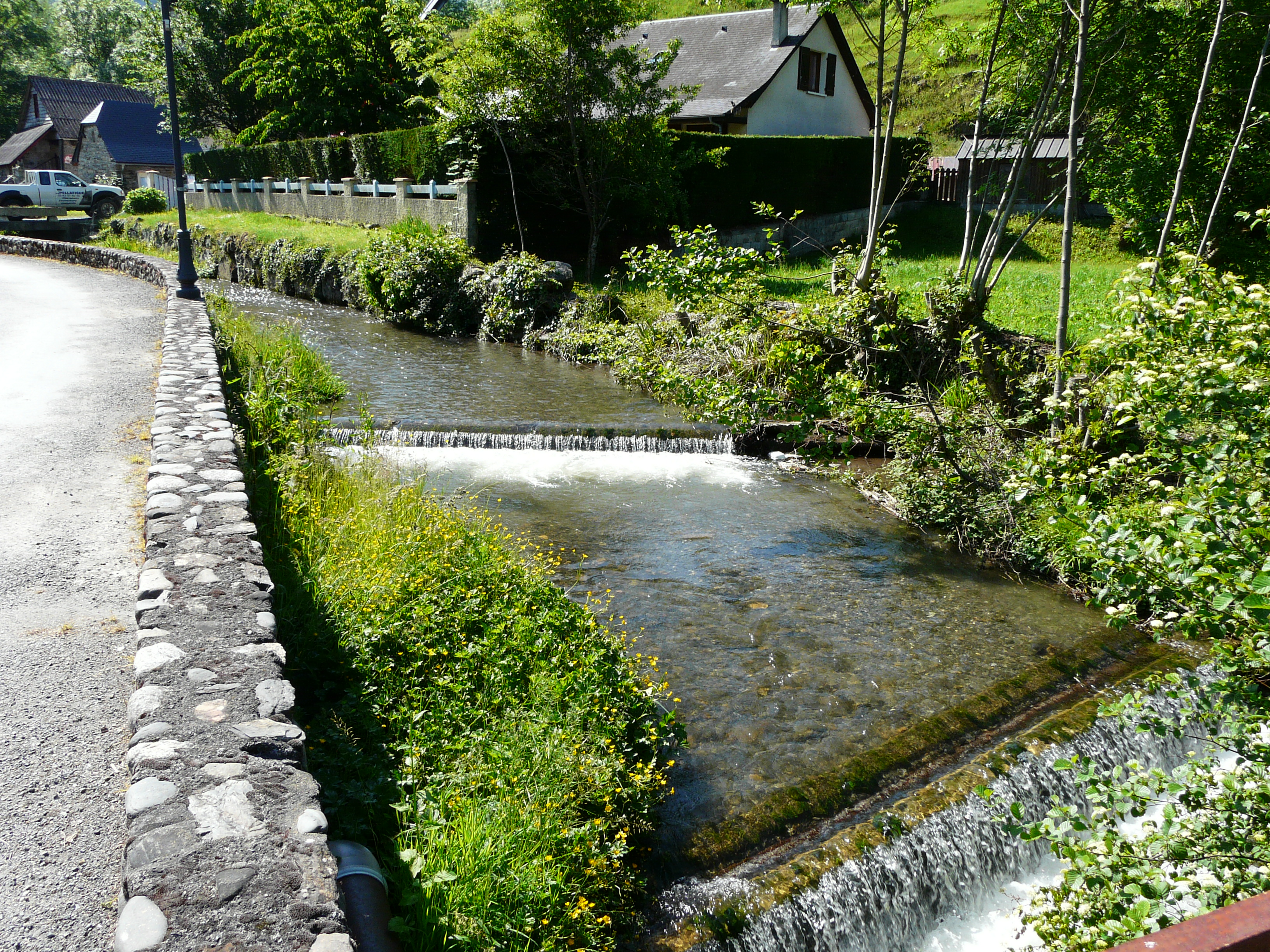
Le ruisseau de Saint-Pastous dans le village de Boô.

### Hydrographie
La commune est dans le bassin de l'Adour, au sein du bassin hydrographique Adour-Garonne. Elle est drainée par le gave de Pau, le ruisseau de Saint-Pastous et par deux petits cours d'eau, constituant un réseau hydrographique de 4 km de longueur totale,.
Le gave de Pau, d'une longueur totale de 192,8 km, prend sa source dans la commune de Gavarnie-Gèdre et s'écoule du sud vers le nord. Il traverse la commune et se jette dans l'Adour à Saint-Loubouer, après avoir traversé 88 communes.

### Climat
Le climat qui caractérise la commune est qualifié, en 2010, de « climat océanique altéré », selon la typologie des climats de la France qui compte alors huit grands types de climats en métropole. En 2020, la commune ressort du même type de climat dans la classification établie par Météo-France, qui ne compte désormais, en première approche, que cinq grands types de climats en métropole. Il s’agit d’une zone de transition entre le climat océanique et les climats de montagne et le climat semi-continental. Les écarts de température entre hiver et été augmentent avec l'éloignement de la mer. La pluviométrie est plus faible qu'en bord de mer, sauf aux abords des reliefs.
Les paramètres climatiques qui ont permis d’établir la typologie de 2010 comportent six variables pour les températures et huit pour les précipitations, dont les valeurs correspondent à la normale 1971-2000. Les sept principales variables caractérisant la commune sont présentées dans l'encadré ci-après.
| Paramètres climatiques communaux sur la période 1971-2000 - Moyenne annuelle de température : 12,4 °C - Nombre de jours avec une température inférieure à −5 °C : 3 j - Nombre de jours avec une température supérieure à 30 °C : 5,3 j - Amplitude thermique annuelle : 13,9 °C - Cumuls annuels de précipitation : 1 147 mm - Nombre de jours de précipitation en janvier : 10,5 j - Nombre de jours de précipitation en juillet : 8,3 j |

Avec le changement climatique, ces variables ont évolué. Une étude réalisée en 2014 par la Direction générale de l'Énergie et du Climat complétée par des études régionales prévoit en effet que la  température moyenne devrait croître et la pluviométrie moyenne baisser, avec toutefois de fortes variations régionales. Ces changements peuvent être constatés sur la station météorologique de Météo-France la plus proche, « Ayros-Arbouix », sur la commune d'Ayros-Arbouix, mise en service en 1982 et qui se trouve à 2 km à vol d'oiseau,, où la température moyenne annuelle est de 12,7 °C et la hauteur de précipitations de 1 031,4 mm pour la période 1981-2010.
Sur la station météorologique historique la plus proche, « Tarbes-Lourdes-Pyrénées », sur la commune d'Ossun, mise en service en 1946 et à 19 km, la température moyenne annuelle évolue de 12,2 °C pour la période 1971-2000, à 12,6 °C pour 1981-2010, puis à 12,9 °C pour 1991-2020.

### Milieux naturels et biodiversité

#### Réseau Natura 2000

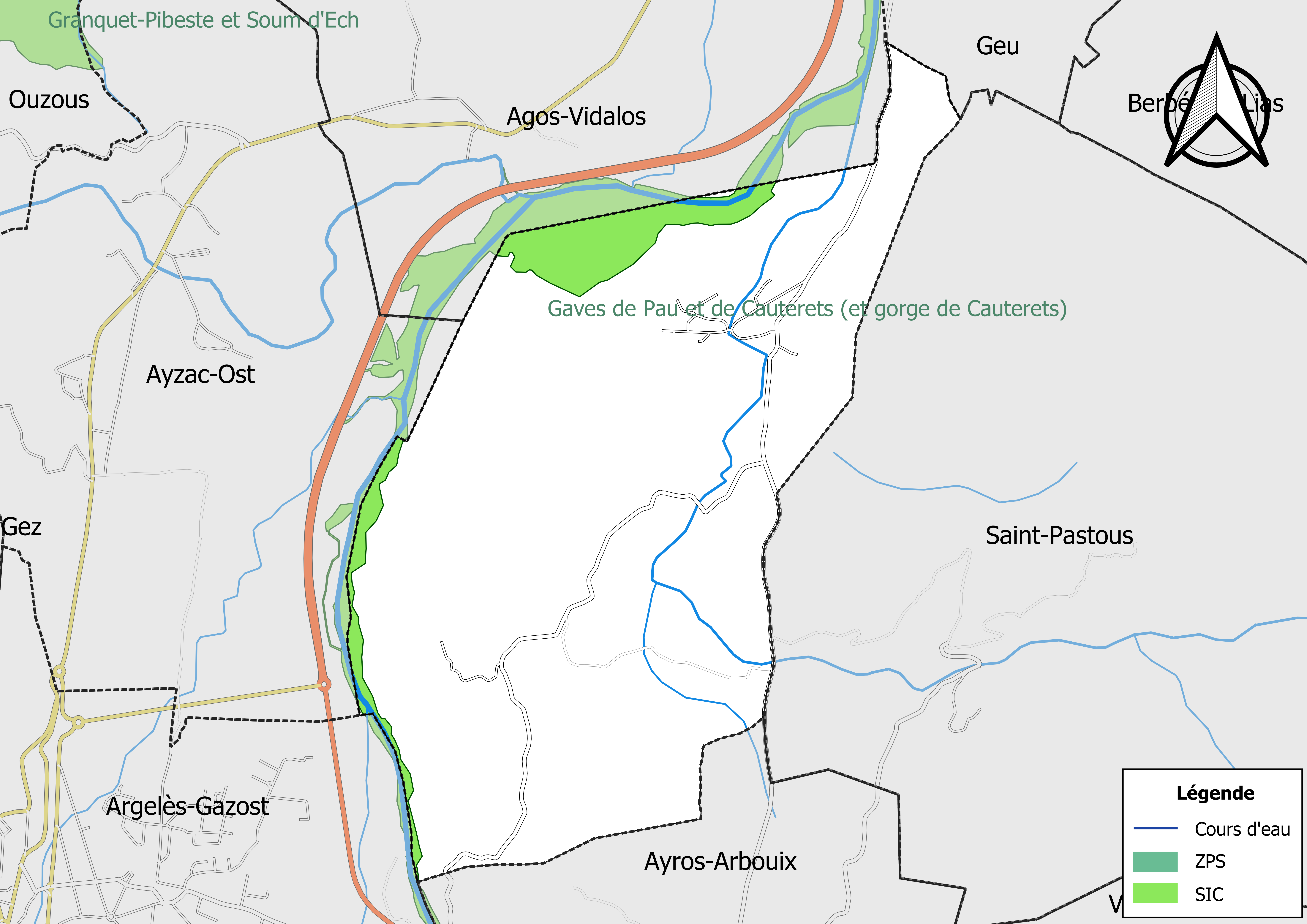
Site Natura 2000 sur le territoire communal.

Le réseau Natura 2000 est un réseau écologique européen de sites naturels d'intérêt écologique élaboré à partir des Directives « Habitats » et « Oiseaux », constitué de zones spéciales de conservation (ZSC) et de zones de protection spéciale (ZPS).
Un site Natura 2000 a été défini sur la commune au titre de la « directive Habitats » : les « gaves de Pau et de Cauterets (et gorge de Cauterets) », d'une superficie de 482 ha, sont un site est localisé sur deux domaines biogéographiques : 42 % pour le domaine atlantique et 58 % pour le domaine alpin. Ils constituent des réseaux linéaires sélectionnés pour leurs capacités d'accueil du saumon Salmo salar.

#### Zones naturelles d'intérêt écologique, faunistique et floristique

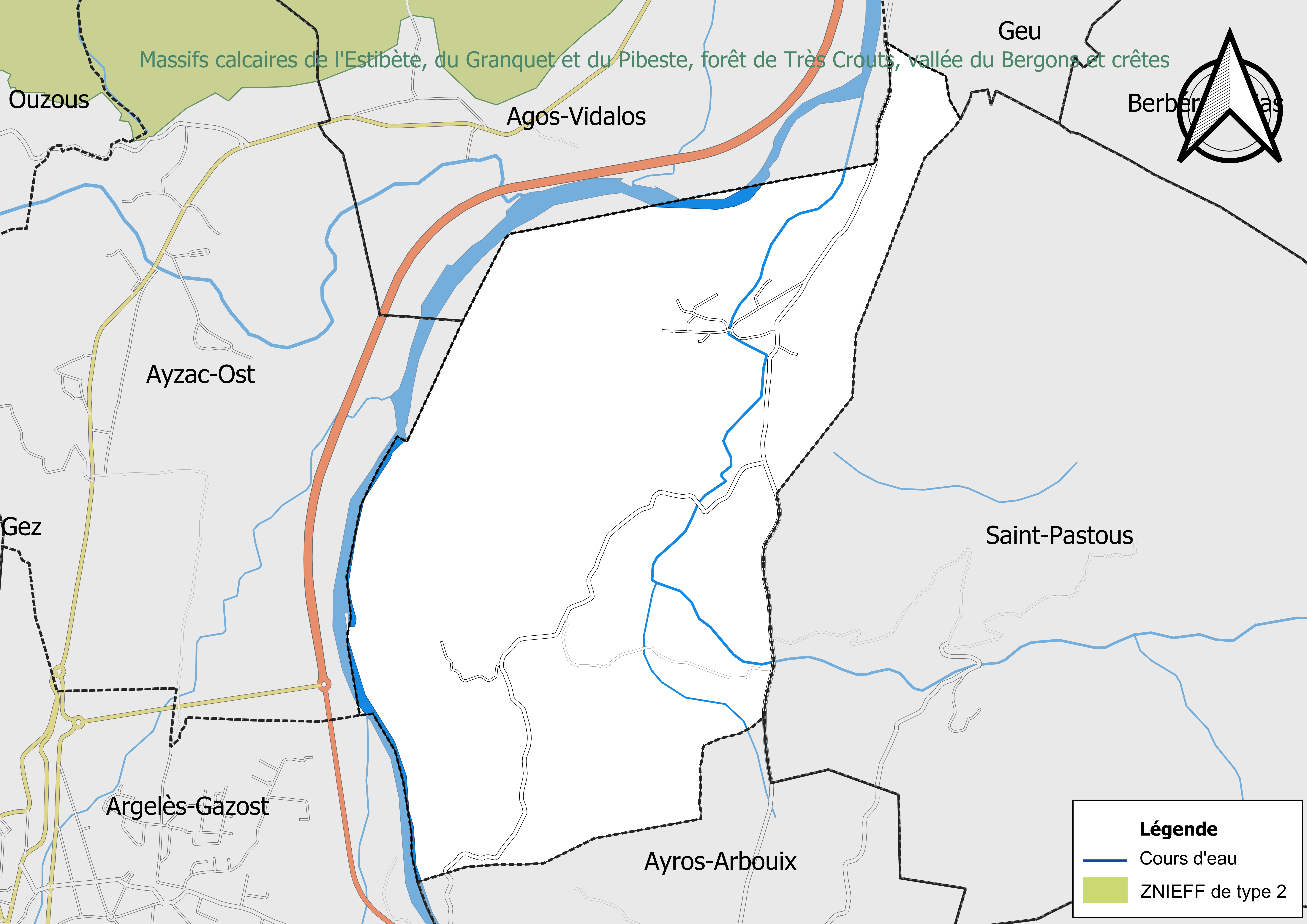
Carte des ZNIEFF de type 2 localisées sur la commune.

L’inventaire des zones naturelles d'intérêt écologique, faunistique et floristique (ZNIEFF) a pour objectif de réaliser une couverture des zones les plus intéressantes sur le plan écologique, essentiellement dans la perspective d’améliorer la connaissance du patrimoine naturel national et de fournir aux différents décideurs un outil d’aide à la prise en compte de l’environnement dans l’aménagement du territoire.
Deux ZNIEFF de type 1 sont recensées sur la commune :
le « Gave d'Azun, ruisseau du Bergons et Gave de Lourdes » (437 ha), couvrant 31 communes dont deux dans les Pyrénées-Atlantiques et 29 dans les Hautes-Pyrénées et 
le « pied du massif de Hautacam entre Argelès et St-Créac » (961 ha), couvrant 12 communes du département.

## Urbanisme

### Typologie
Au 1er janvier 2024, Boô-Silhen est catégorisée commune rurale à habitat dispersé, selon la nouvelle grille communale de densité à sept niveaux définie par l'Insee en 2022.
Elle est située hors unité urbaine. Par ailleurs la commune fait partie de l'aire d'attraction de Lourdes, dont elle est une commune de la couronne,. Cette aire, qui regroupe 45 communes, est catégorisée dans les aires de moins de 50 000 habitants,.

### Occupation des sols
L'occupation des sols de la commune, telle qu'elle ressort de la base de données européenne d’occupation biophysique des sols Corine Land Cover (CLC), est marquée par l'importance des forêts et milieux semi-naturels (52,1 % en 2018), une proportion identique à celle de 1990 (52,1 %). La répartition détaillée en 2018 est la suivante : 
forêts (52,1 %), zones agricoles hétérogènes (47,9 %).
L'IGN met par ailleurs à disposition un outil en ligne permettant de comparer l’évolution dans le temps de l’occupation des sols de la commune (ou de territoires à des échelles différentes). Plusieurs époques sont accessibles sous forme de cartes ou photos aériennes : la carte de Cassini (XVIIIe siècle), la carte d'état-major (1820-1866) et la période actuelle (1950 à aujourd'hui).

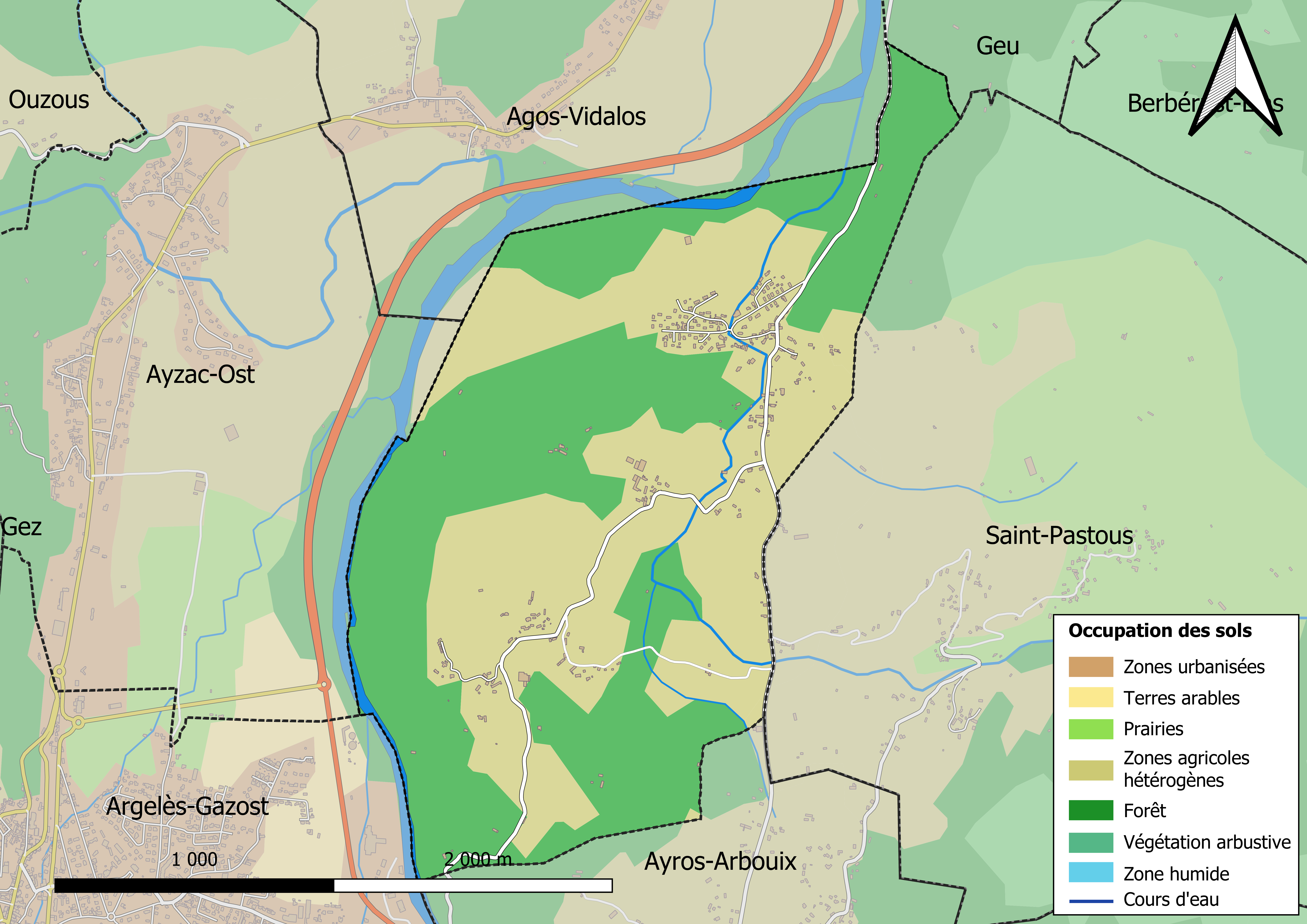
Carte des infrastructures et de l'occupation des sols en 2018 (CLC) de la commune.
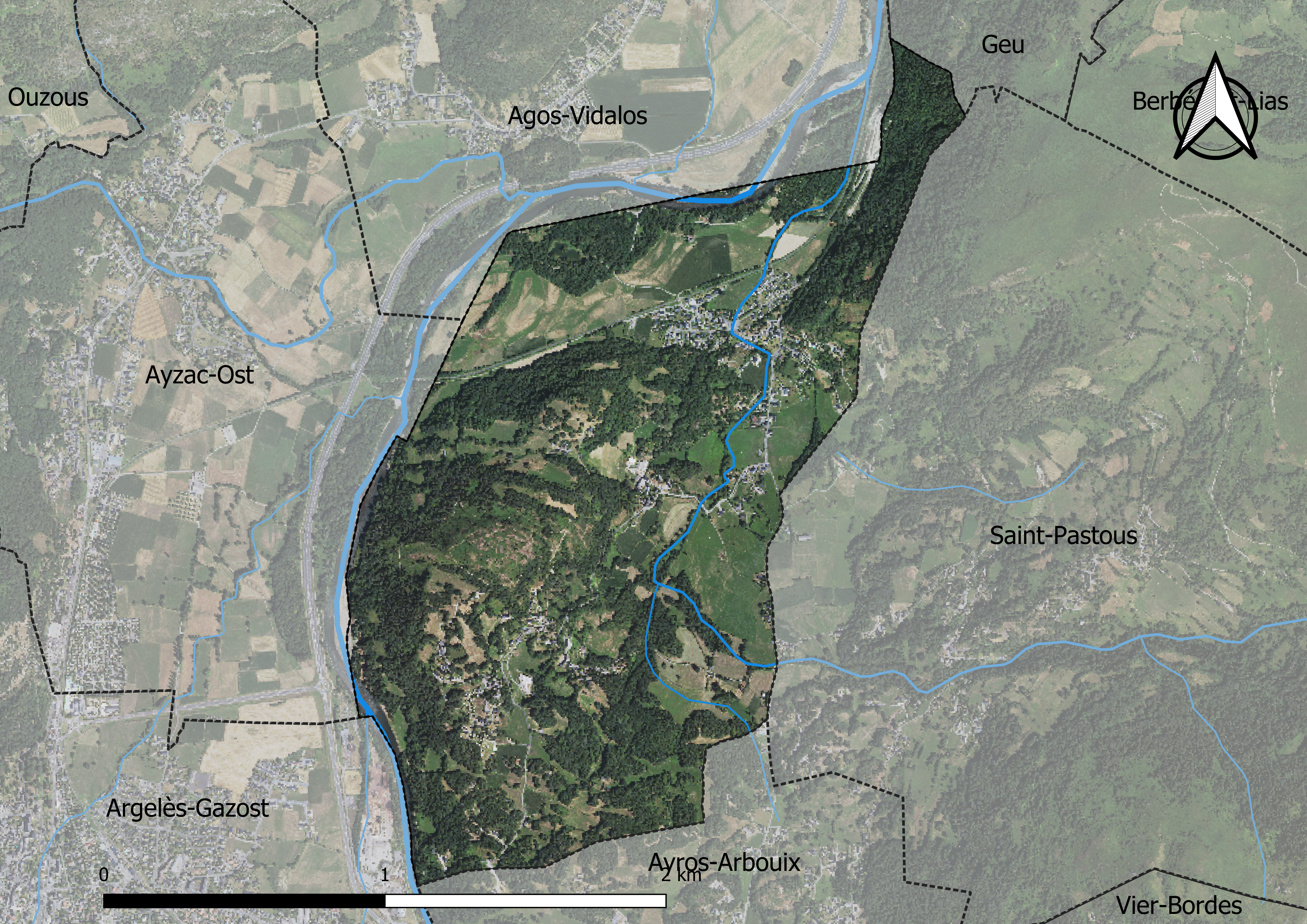
Carte orthophotogrammétrique de la commune.

### Voies de communication et transports

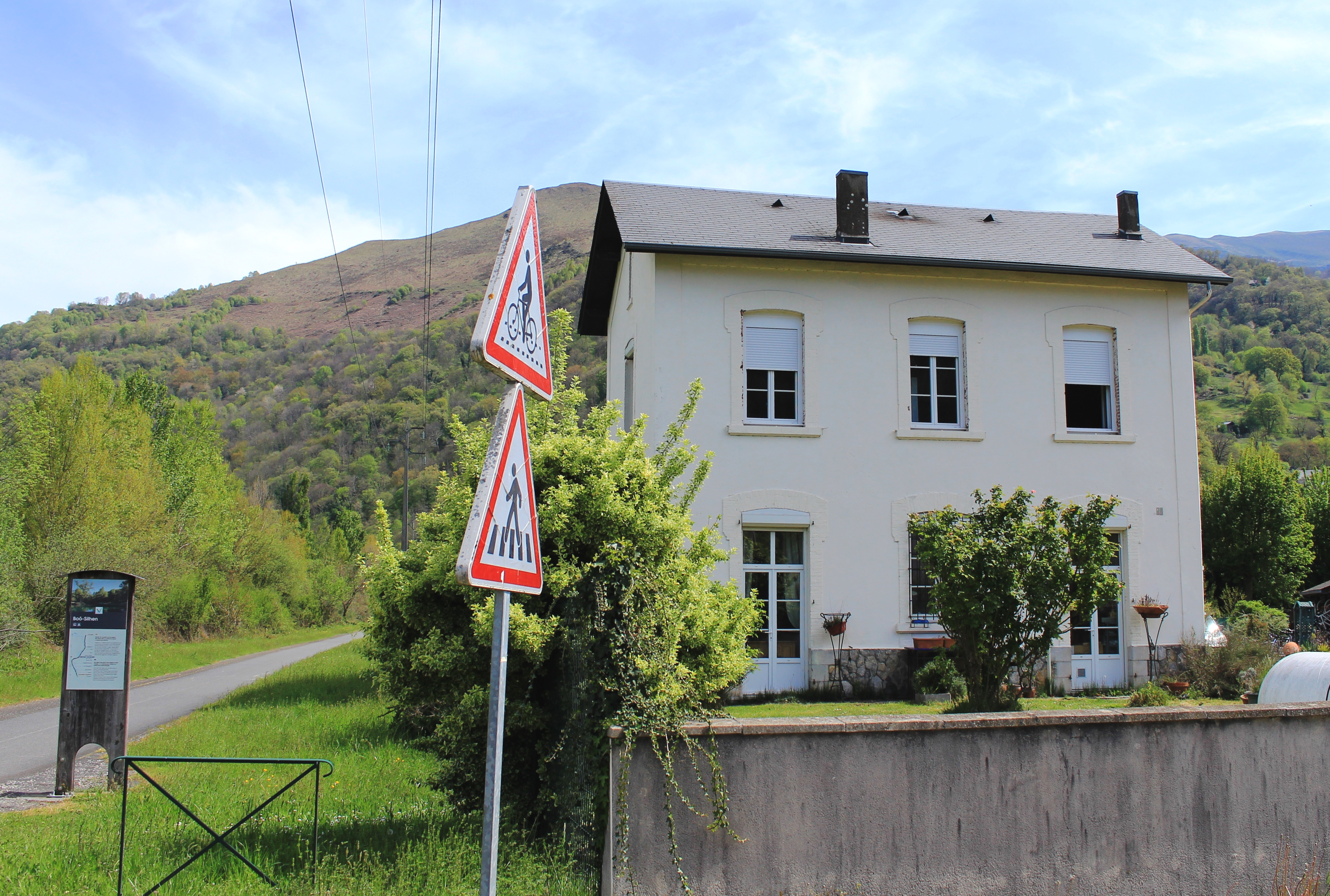
L'ancienne gare de la Ligne de Lourdes à Pierrefitte-Nestalas.

Cette commune est desservie par les routes départementales D 13 etD 100a.

### Risques majeurs
Le territoire de la commune de Boô-Silhen est vulnérable à différents aléas naturels : météorologiques (tempête, orage, neige, grand froid, canicule ou sécheresse), inondations, feux de forêts, mouvements de terrains et séisme (sismicité moyenne). Il est également exposé à un risque particulier : le risque de radon. Un site publié par le BRGM permet d'évaluer simplement et rapidement les risques d'un bien localisé soit par son adresse soit par le numéro de sa parcelle.

#### Risques naturels
Certaines parties du territoire communal sont susceptibles d’être affectées par le risque d’inondation par débordement de cours d'eau, notamment le gave de Pau. La cartographie des zones inondables en ex-Midi-Pyrénées réalisée dans le cadre du XIe Contrat de plan État-région, visant à informer les citoyens et les décideurs sur le risque d’inondation, est accessible sur le site de la DREAL Occitanie. La commune a été reconnue en état de catastrophe naturelle au titre des dommages causés par les inondations et coulées de boue survenues en 1982, 1999, 2009, 2012 et 2013,.
Boô-Silhen est exposée au risque de feu de forêt. Un plan départemental de protection des forêts contre les incendies a été approuvé par arrêté préfectoral le 21 avril 2020 pour la période 2020-2029. Le précédent couvrait la période 2007-2017. L’emploi du feu est régi par deux types de réglementations. D’abord le code forestier et l’arrêté préfectoral du 27 octobre 2014, qui réglementent l’emploi du feu à moins de 200 m des espaces naturels combustibles sur l’ensemble du département. Ensuite celle établie dans le cadre de la lutte contre la pollution de l’air, qui interdit le brûlage des déchets verts des particuliers. L’écobuage est quant à lui réglementé dans le cadre de commissions locales d’écobuage (CLE).

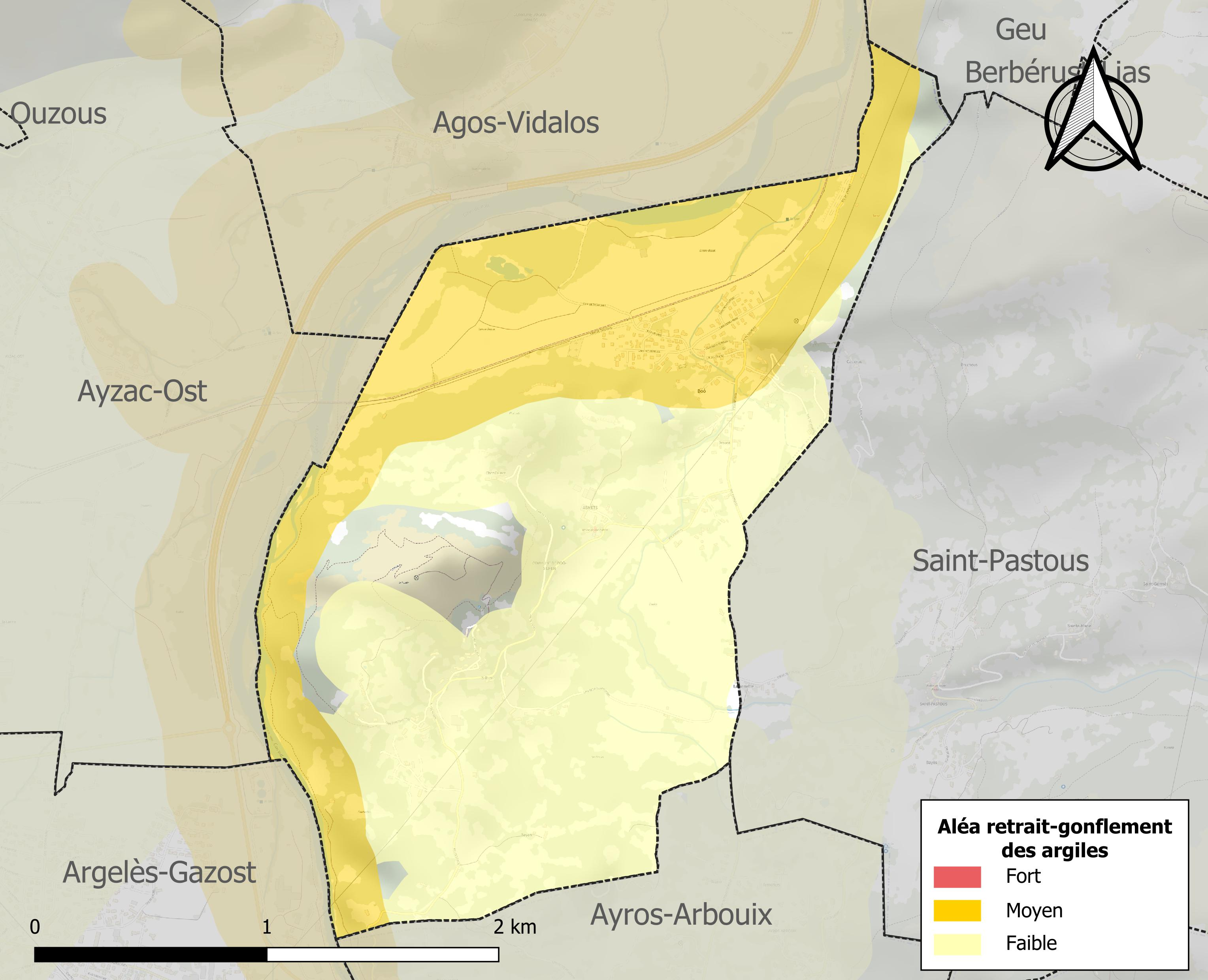
Carte des zones d'aléa retrait-gonflement des sols argileux de Boô-Silhen.

Les mouvements de terrains susceptibles de se produire sur la commune sont des mouvements de sols liés à la présence d'argile et des tassements différentiels.
Le retrait-gonflement des sols argileux est susceptible d'engendrer des dommages importants aux bâtiments en cas d’alternance de périodes de sécheresse et de pluie. 38,5 % de la superficie communale est en aléa moyen ou fort (44,5 % au niveau départemental et 48,5 % au niveau national). Sur les 161 bâtiments dénombrés sur la commune en 2019, 91 sont en aléa moyen ou fort, soit 57 %, à comparer aux 75 % au niveau départemental et 54 % au niveau national. Une cartographie de l'exposition du territoire national au retrait gonflement des sols argileux est disponible sur le site du BRGM,.
Par ailleurs, afin de mieux appréhender le risque d’affaissement de terrain, l'inventaire national des cavités souterraines permet de localiser celles situées sur la commune.
Concernant les mouvements de terrains, la commune a été reconnue en état de catastrophe naturelle au titre des dommages causés par des mouvements de terrain en 1999 et 2013.

#### Risque particulier
Dans plusieurs parties du territoire national, le radon, accumulé dans certains logements ou autres locaux, peut constituer une source significative d’exposition de la population aux rayonnements ionisants. Certaines communes du département sont concernées par le risque radon à un niveau plus ou moins élevé. Selon la classification de 2018, la commune de Boô-Silhen est classée en zone 2, à savoir zone à potentiel radon faible mais sur lesquelles des facteurs géologiques particuliers peuvent faciliter le transfert du radon vers les bâtiments.

## Toponymie

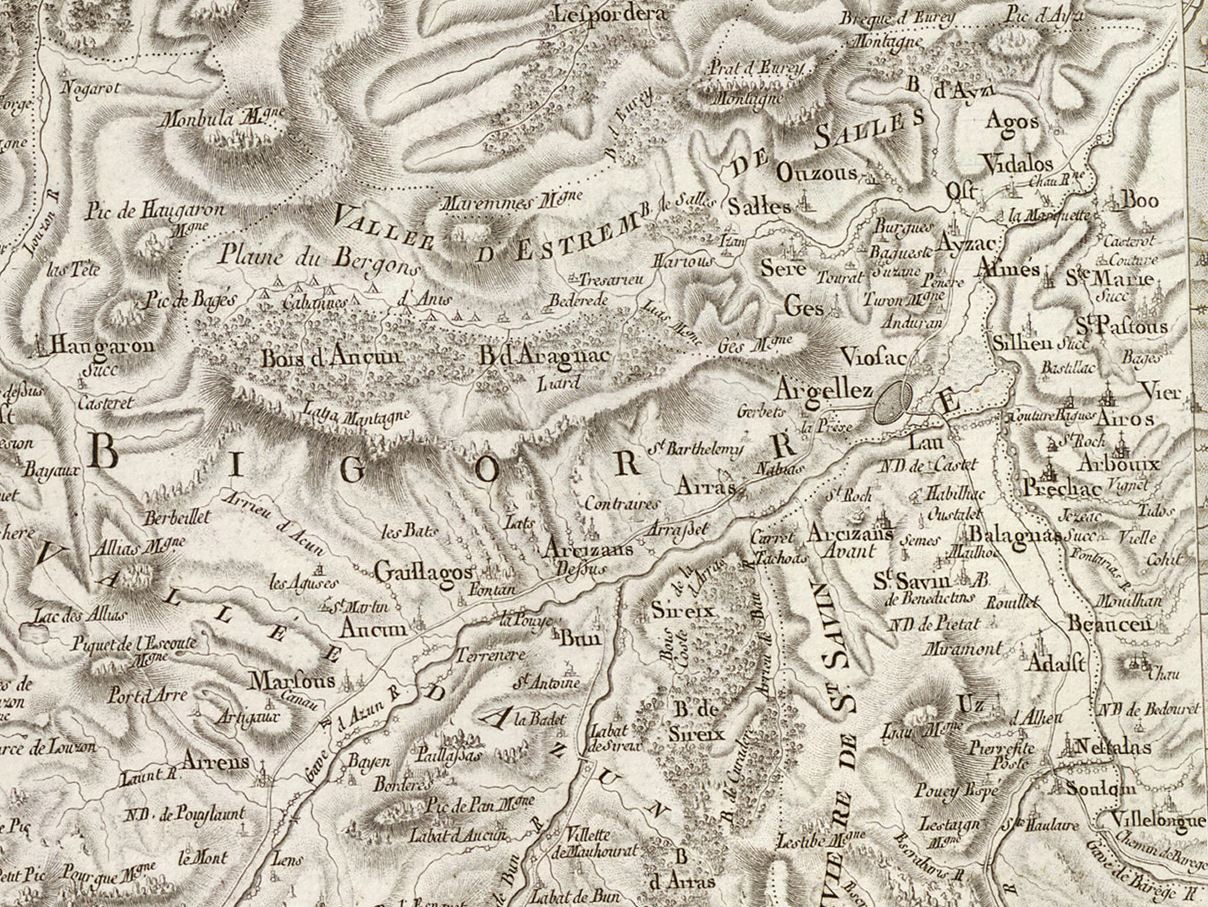
Extrait de la carte de Cassini (entre 1756 et 1789) situant Boô-Silhen au nord-est d'Argelès-Gazost

On trouvera les principales informations dans le Dictionnaire toponymique des communes des Hautes-Pyrénées de Michel Grosclaude et Jean-François Le Nail qui rapporte les dénominations historiques du village :

### Boô
Dénominations historiques :
- Bor, (1025-1036 ou 1059-1078, cartulaire de Saint-Savin ; XIIe siècle, cartulaires Bigorre ; XIIe ou XIIIe siècle, Livre vert Bénac ; 1285, Montre Bigorre ; 1313, Debita regi Navarre) ;
- au Quod de Bor, (XIIe ou XIIIe siècle, Livre vert Bénac ; 1294, ibid.) ;
- Boor, (1349, Livre vert Bénac) ;
- Cotdebo, (1429, censier de Bigorre) ;
- Bôo, (1783, registres paroissiaux ; 1788, ibid.) ;
- Boo, (fin XVIIIe siècle, carte de Cassini).

Nom occitan : Bòr.

### Silhen
Dénominations historiques :
- in Silien, (v. 870, Livre vert Bénac) ;
- Silen, (1036, cartulaire Saint-Savin ; 1167, ibid. ; XIIe ou XIIIe siècle, Livre vert Bénac) ;
- Silien, (XIIe siècle, cartulaire de Bigorre) ;
- Silhen, (v. 1150, ibid. ; 1167, ibid. ; 1349, Livre vert Bénac ; 1379, procuration Tarbes ; 1412, ADHP, G 1208) ;
- Selhen, (1313, Debita regi Navarre) ;
- Silhen, (1429, censier de Bigorre) ;
- Silhen, (1783, registres paroissiaux, 1788, ibid.) ;
- Silhen, (fin XVIIIe siècle, carte de Cassini).

Nom occitan : Silhen.

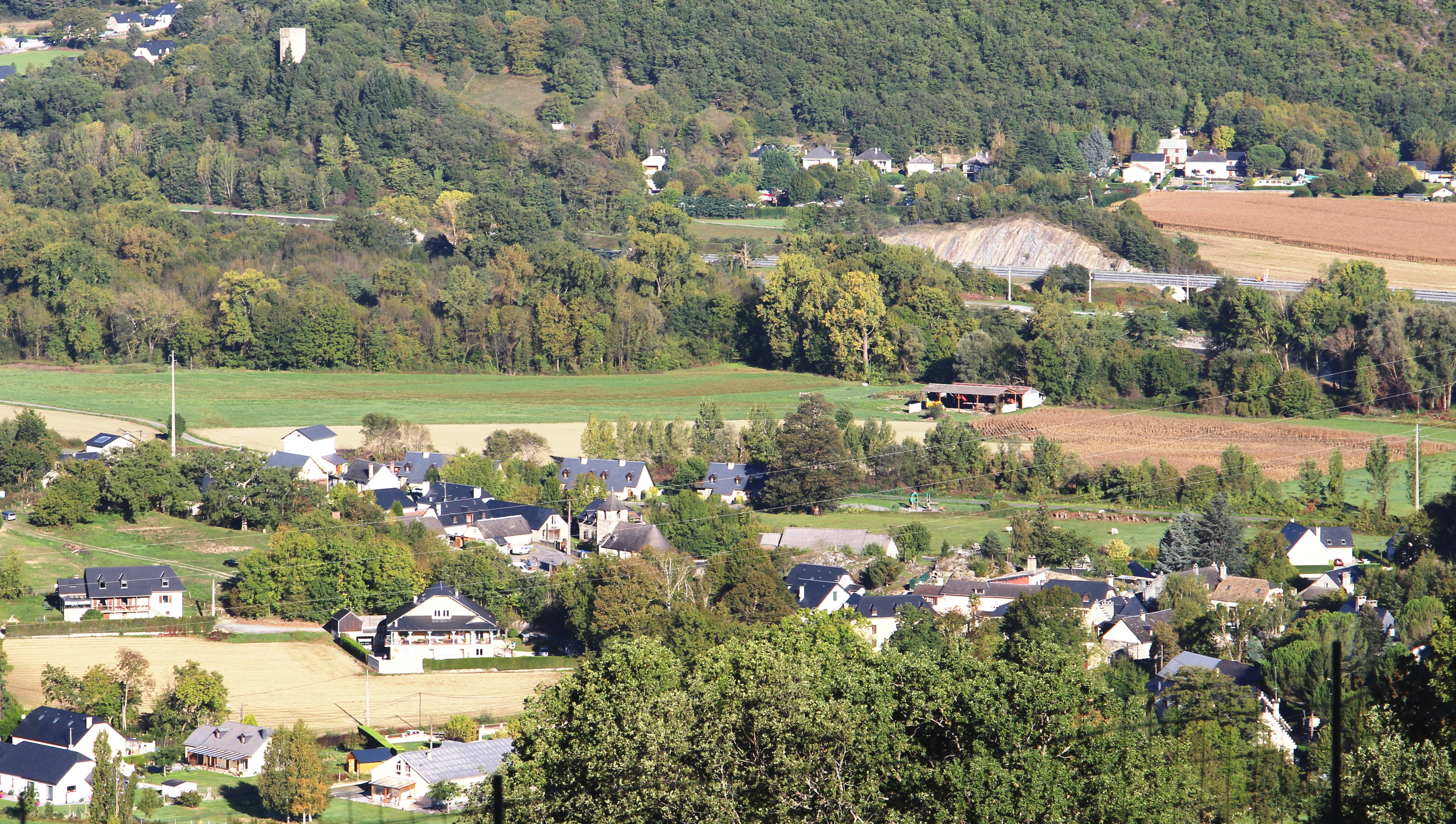
Boo.
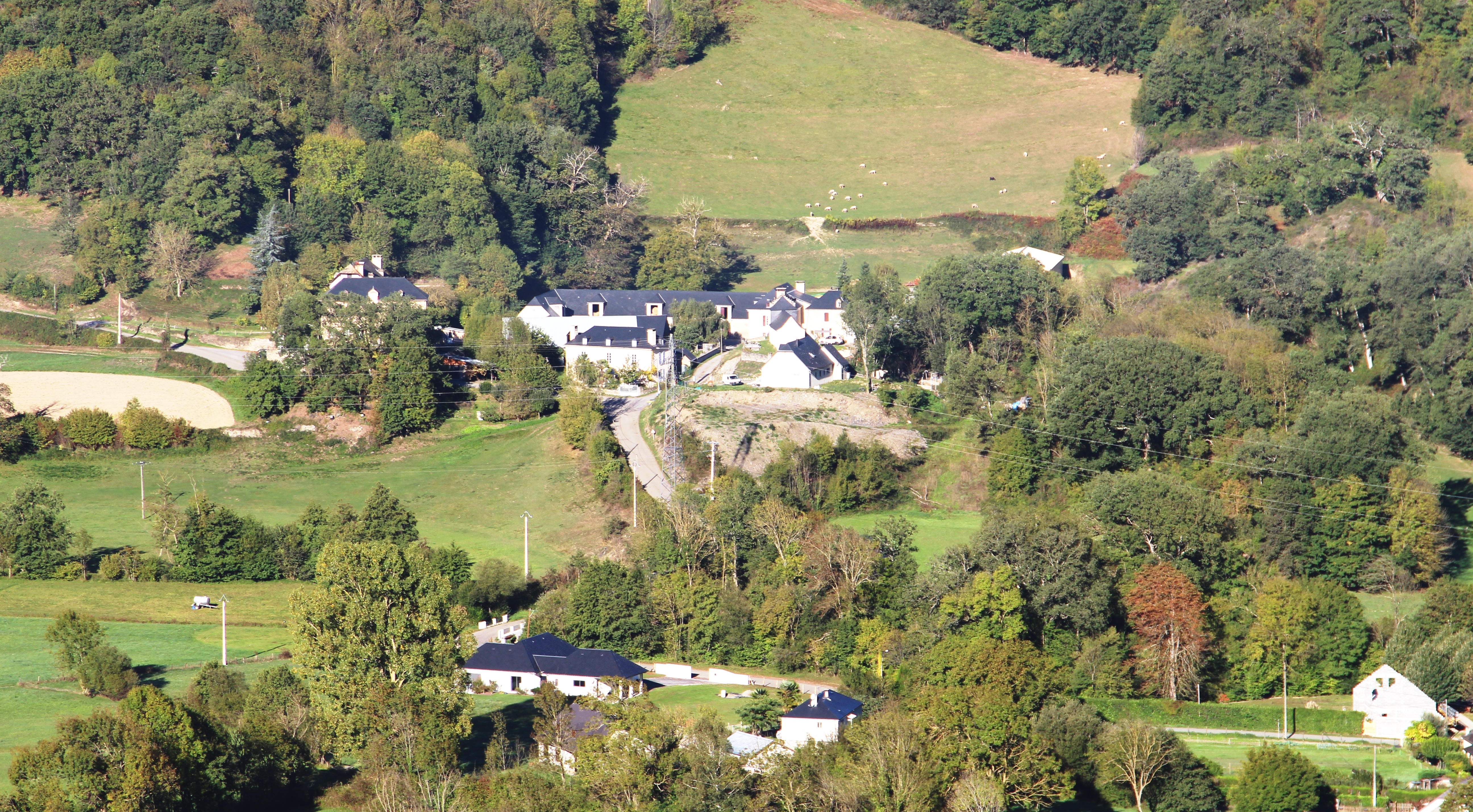
Asmets.
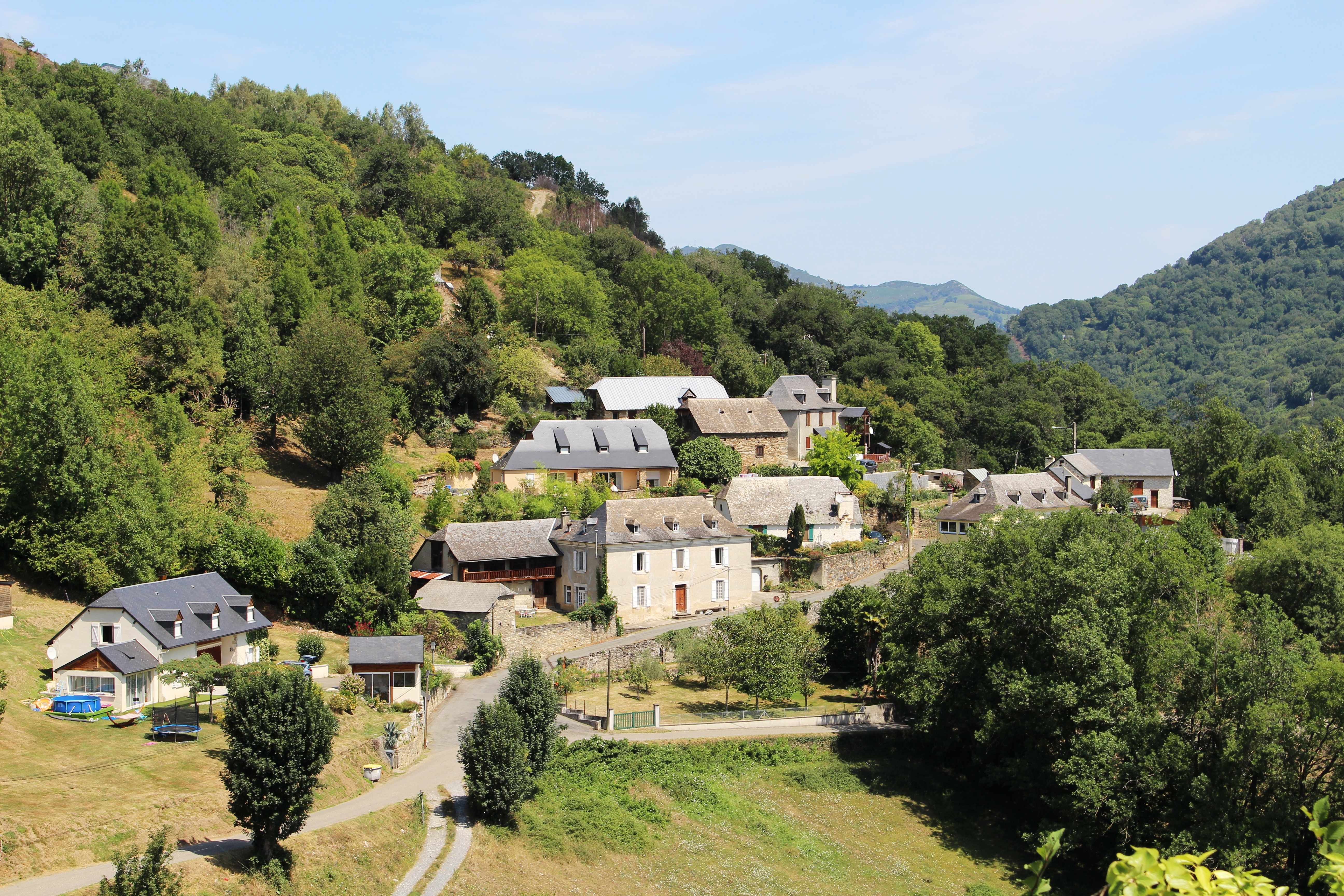
Silhen.

## Histoire

### Moyen Âge
Pierre de Silhen et son fils font donation en 1130 de la dîme de l'église de Silhen à l'abbaye de Saint-Savin-en-Lavedan.

### Époque contemporaine
Boô, Asmets et Silhen sont citées comme communes distinctes en 1790, elles sont réunies entre 1791 et 1801.entre 1791 et 1801[précision nécessaire]

## Politique et administration

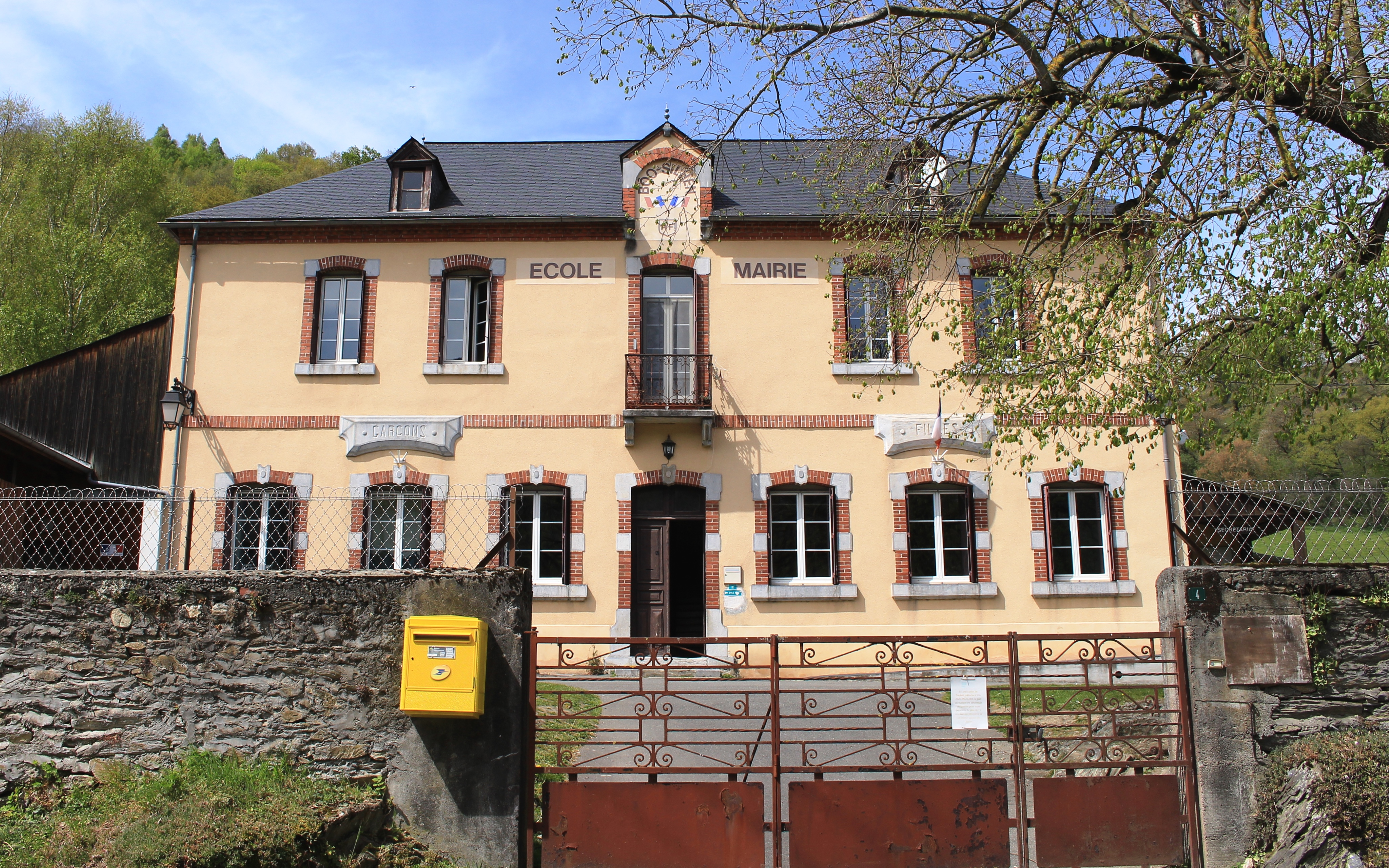
La mairie en 2021.

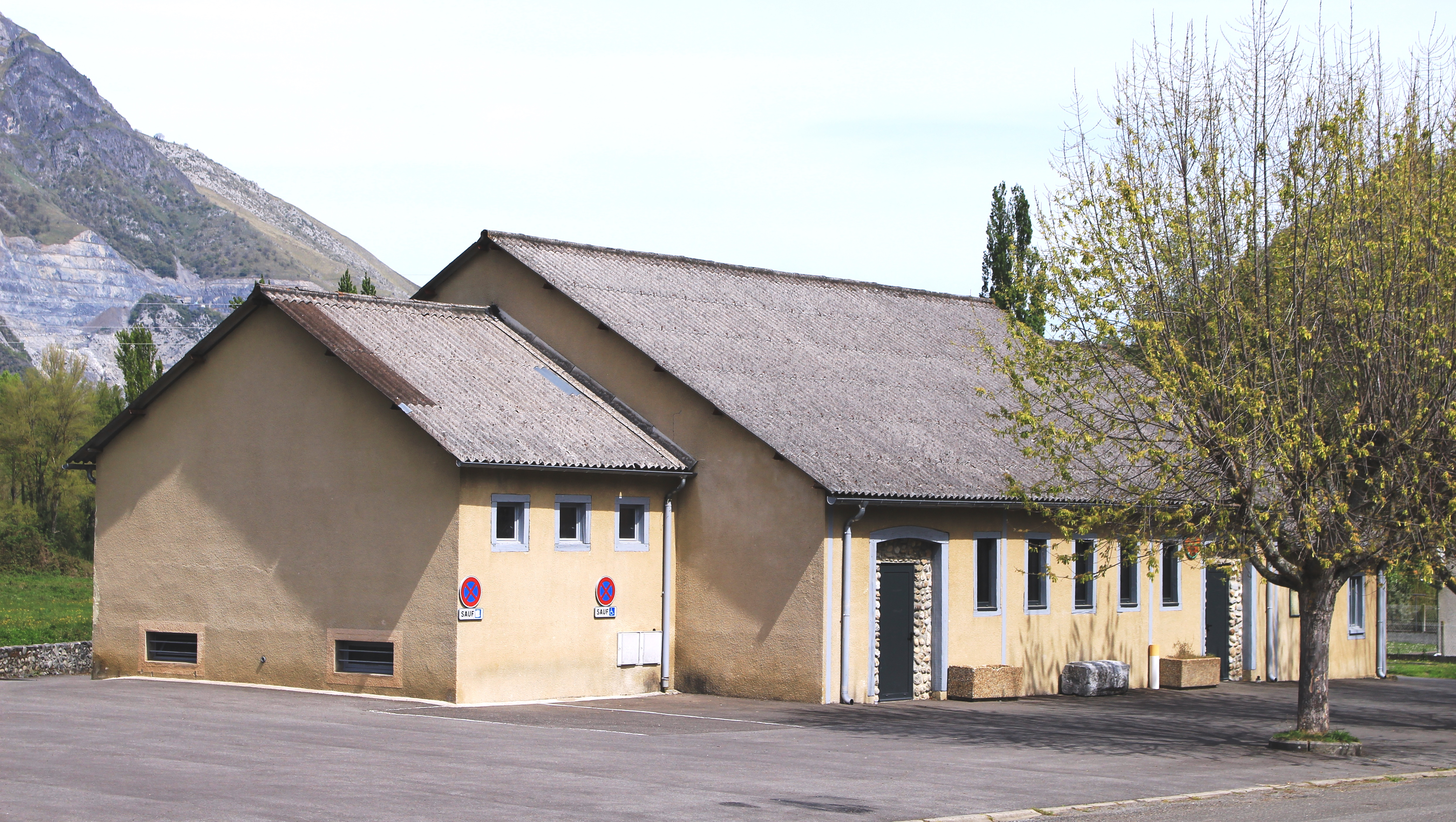
Le foyer rural en 2021.

### Liste des maires
| Période                                  | Période  | Identité      | Étiquette | Qualité |
| ---------------------------------------- | -------- | ------------- | --------- | ------- |
| Les données manquantes sont à compléter. |          |               |           |         |
|                                          |          |               |           |         |
| mars 2008 (réélu en mars 2020)           | en cours | Francis Coste |           |         |

### Rattachements administratifs et électoraux

#### Historique administratif
Pays et sénéchaussée de Bigorre, Lavedan. Arribèra de Davantaygue, canton de Davantaygue (1790), Argelès (depuis 1801). Boô, Silhen et Asmets, communes distinctes en 1790, elles sont réunies entre 1791 et 1801.

#### Intercommunalité
Boô-Silhen appartient à la communauté de communes Pyrénées Vallées des Gaves créée en janvier 2017 et qui réunit 46 communes.

## Population et société

### Démographie

#### Évolution démographique
L'évolution du nombre d'habitants est connue à travers les recensements de la population effectués dans la commune depuis 1793. Pour les communes de moins de 10 000 habitants, une enquête de recensement portant sur toute la population est réalisée tous les cinq ans, les populations de référence des années intermédiaires étant quant à elles estimées par interpolation ou extrapolation. Pour la commune, le premier recensement exhaustif entrant dans le cadre du nouveau dispositif a été réalisé en 2007.

En 2022, la commune comptait 319 habitants, en évolution de +6,69 % par rapport à 2016 (Hautes-Pyrénées : +1,59 %, France hors Mayotte : +2,11 %).
| 1793 | 1800 | 1806 | 1821 | 1831 | 1836 | 1841 | 1846 | 1851 |
| ---- | ---- | ---- | ---- | ---- | ---- | ---- | ---- | ---- |
| 278  | 232  | 283  | 198  | 262  | 240  | 252  | 318  | 288  |

| 1856 | 1861 | 1866 | 1872 | 1876 | 1881 | 1886 | 1891 | 1896 |
| ---- | ---- | ---- | ---- | ---- | ---- | ---- | ---- | ---- |
| 316  | 274  | 285  | 285  | 284  | 254  | 235  | 215  | 211  |

| 1901 | 1906 | 1911 | 1921 | 1926 | 1931 | 1936 | 1946 | 1954 |
| ---- | ---- | ---- | ---- | ---- | ---- | ---- | ---- | ---- |
| 204  | 210  | 190  | 152  | 137  | 135  | 131  | 123  | 145  |

| 1962 | 1968 | 1975 | 1982 | 1990 | 1999 | 2006 | 2007 | 2012 |
| ---- | ---- | ---- | ---- | ---- | ---- | ---- | ---- | ---- |
| 144  | 165  | 164  | 275  | 269  | 271  | 274  | 274  | 270  |

| 2017 | 2022 | - | - | - | - | - | - | - |
| ---- | ---- | - | - | - | - | - | - | - |
| 310  | 319  | - | - | - | - | - | - | - |

### Sports
La commune est traversée par la voie verte des Gaves.

## Économie

### Revenus
En 2018, la commune compte 131 ménages fiscaux, regroupant 323 personnes. La médiane du revenu disponible par unité de consommation est de 22 770 € (20 420 € dans le département).

### Emploi
|                | 2008  | 2013  | 2018  |
| -------------- | ----- | ----- | ----- |
| Commune        | 5,2 % | 5,8 % | 9,5 % |
| Département    | 7,7 % | 9,4 % | 9,8 % |
| France entière | 8,3 % | 10 %  | 10 %  |

En 2018, la population âgée de 15 à 64 ans s'élève à 194 personnes, parmi lesquelles on compte 80,7 % d'actifs (71,2 % ayant un emploi et 9,5 % de chômeurs) et 19,3 % d'inactifs,. Depuis 2008, le taux de chômage communal (au sens du recensement) des 15-64 ans est inférieur à celui de la France et du département.
La commune fait partie de la couronne de l'aire d'attraction de Lourdes, du fait qu'au moins 15 % des actifs travaillent dans le pôle,. Elle compte 28 emplois en 2018, contre 17 en 2013 et 18 en 2008. Le nombre d'actifs ayant un emploi résidant dans la commune est de 144, soit un indicateur de concentration d'emploi de 19,6 % et un taux d'activité parmi les 15 ans ou plus de 61,9 %.
Sur ces 144 actifs de 15 ans ou plus ayant un emploi, 20 travaillent dans la commune, soit 14 % des habitants. Pour se rendre au travail, 93 % des habitants utilisent un véhicule personnel ou de fonction à quatre roues, 0,7 % les transports en commun, 3,5 % s'y rendent en deux-roues, à vélo ou à pied et 2,8 % n'ont pas besoin de transport (travail au domicile).

## Culture locale et patrimoine

### Lieux et monuments
- Église Saint-Jean-Baptiste d'Asmets.

Les deux autres églises sont inscrites au titre des monuments historiques pour leurs décors intérieurs :
- L'église Saint-Barthélémy de Boô des XIIe, XVIIIe et XIXe siècles[44] ;
- L'église Saint-Vincent de Silhen des XIe, XIIe et XVIIIe siècles[45].

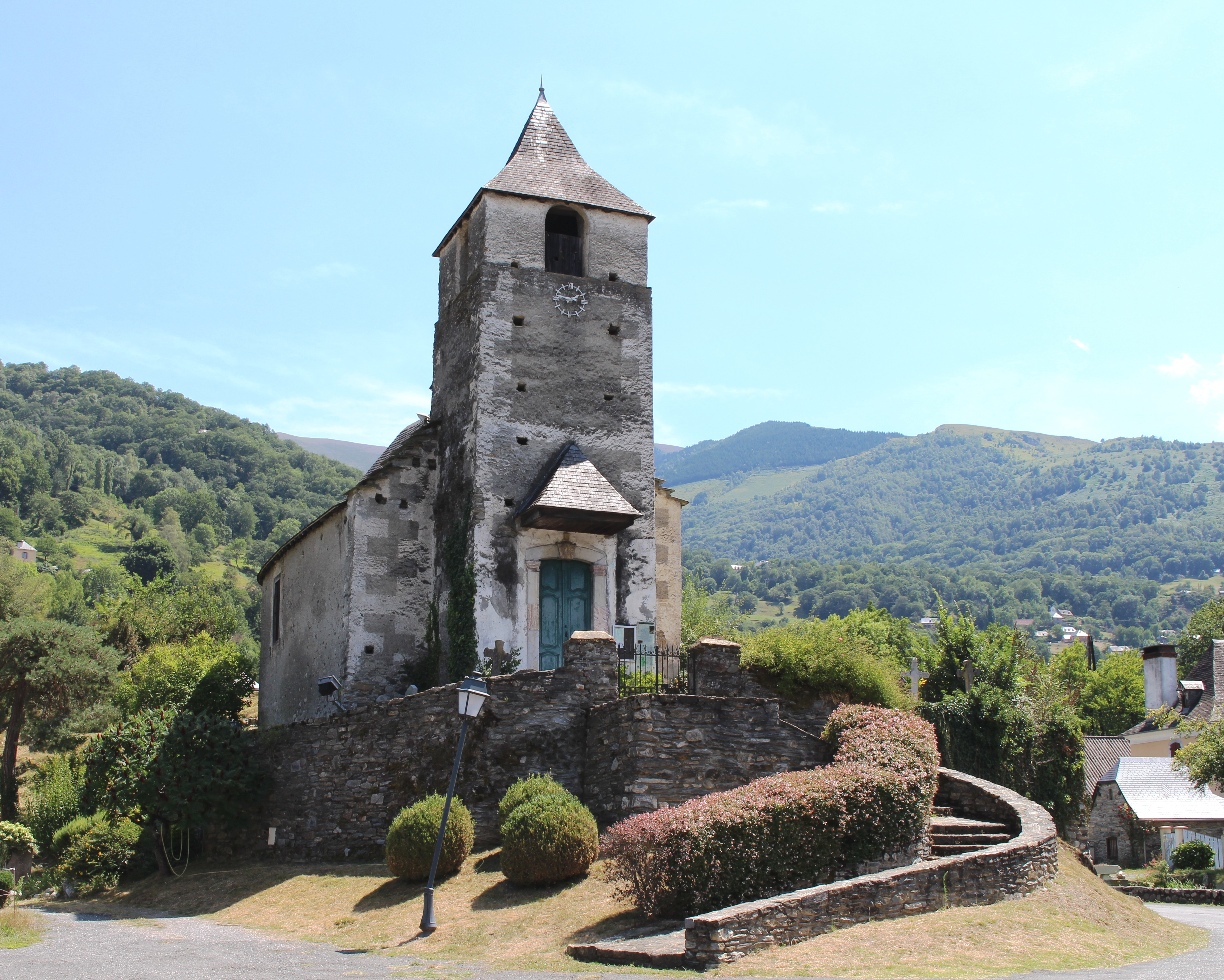
L'église Saint-Barthélémy de Boô en 2017.
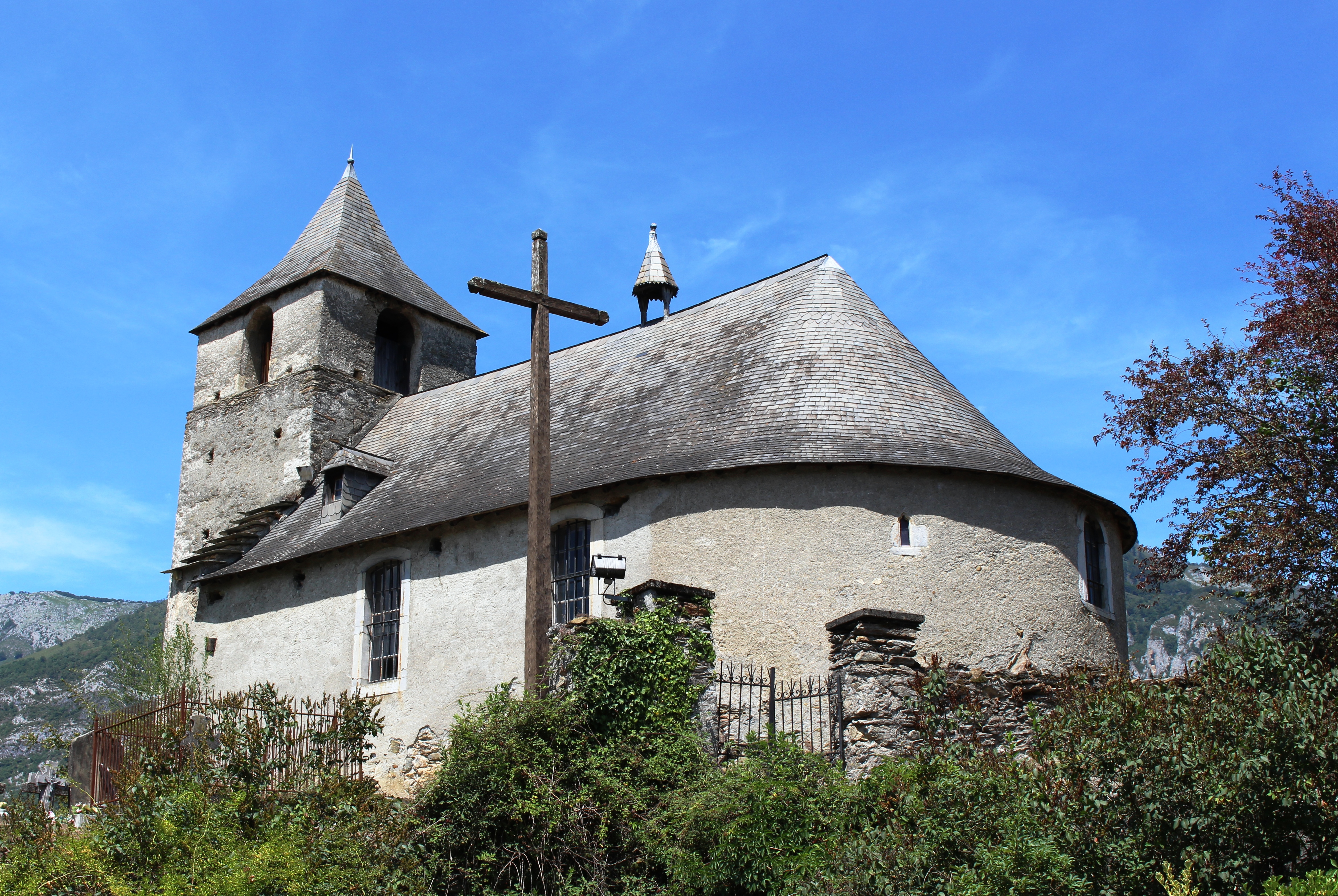
L'église Saint-Barthélémy de Boô.
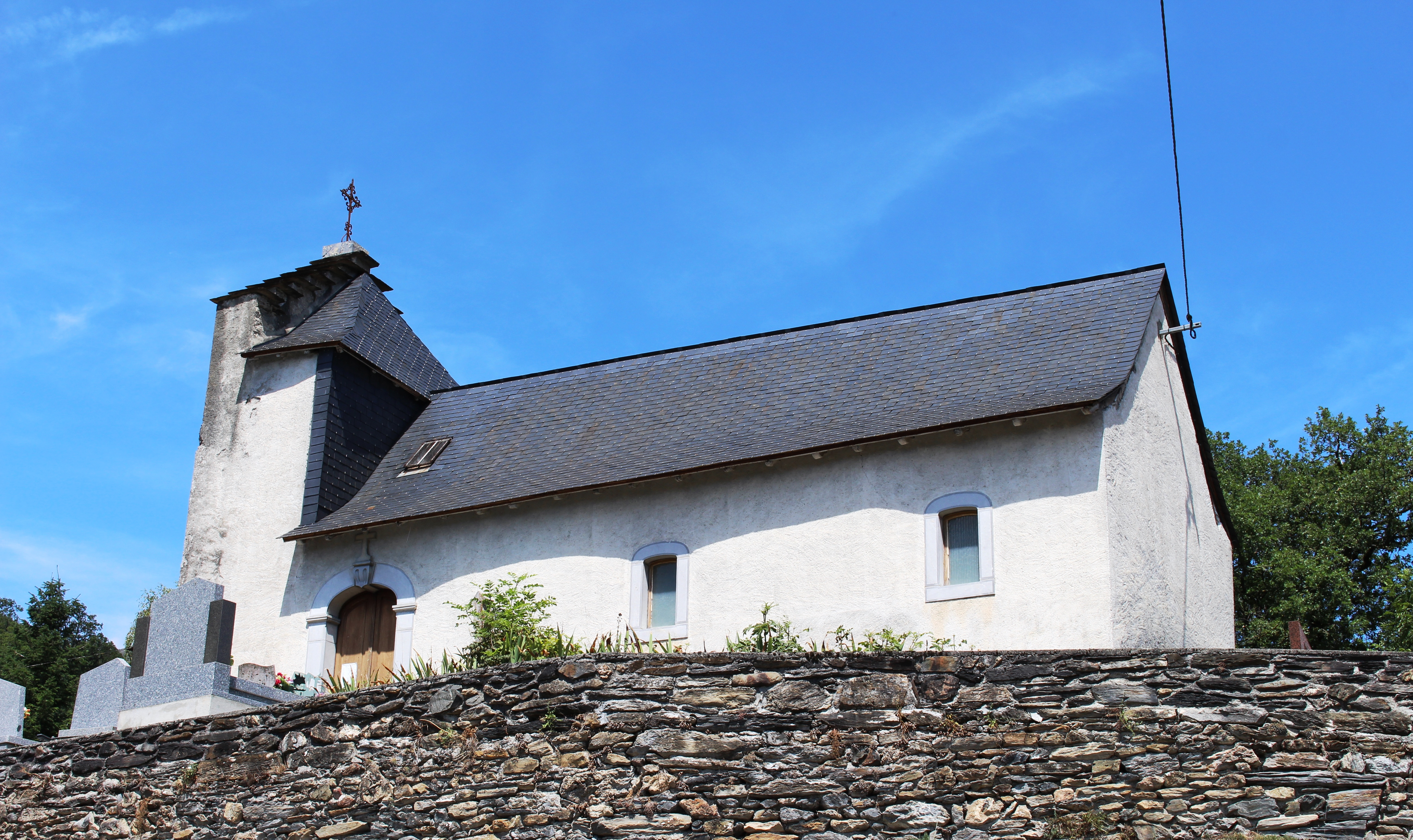
L'église Saint-Jean-Baptiste d'Asmets.
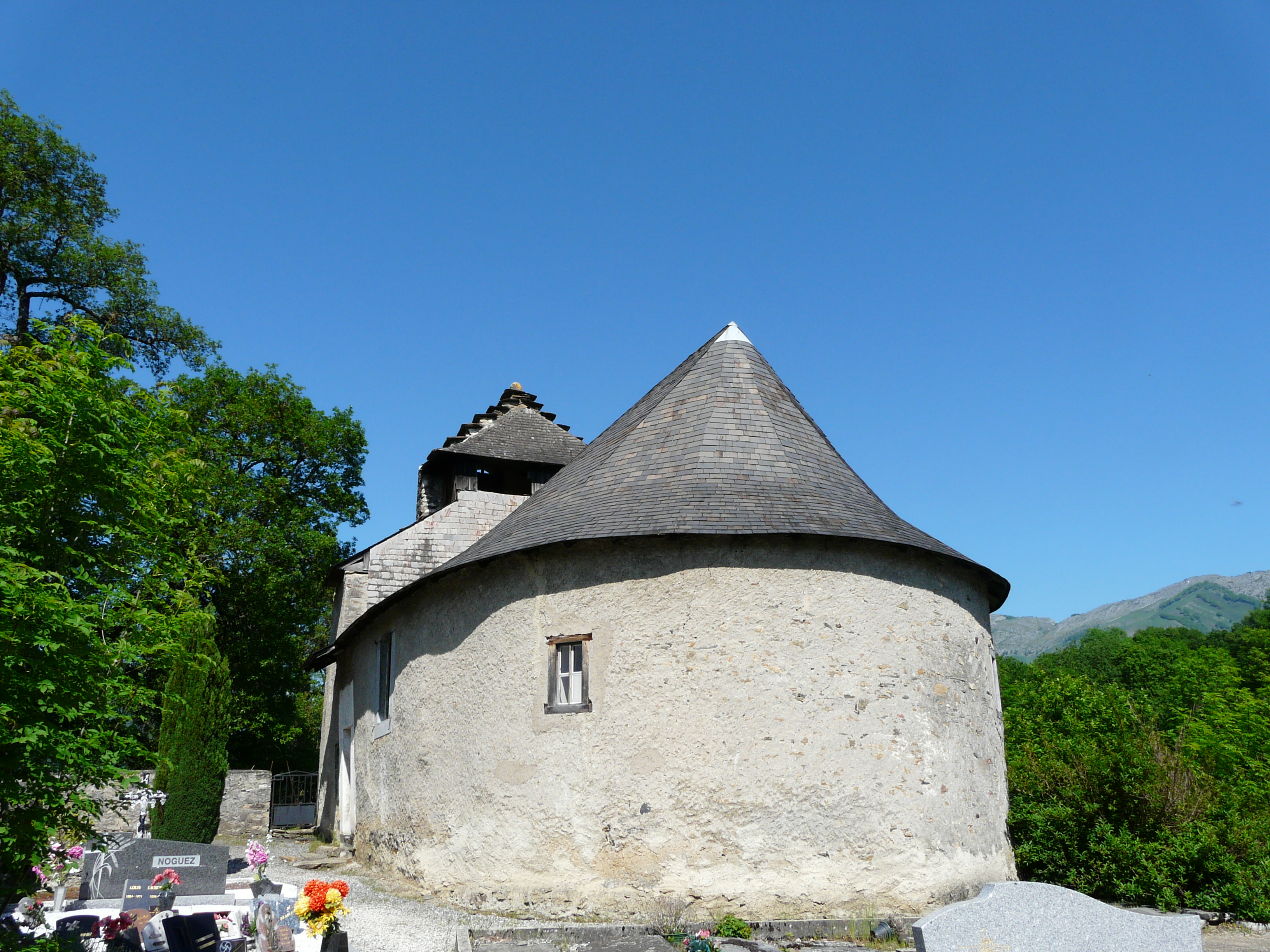
Le chevet de l'église Saint-Vincent de Silhen.
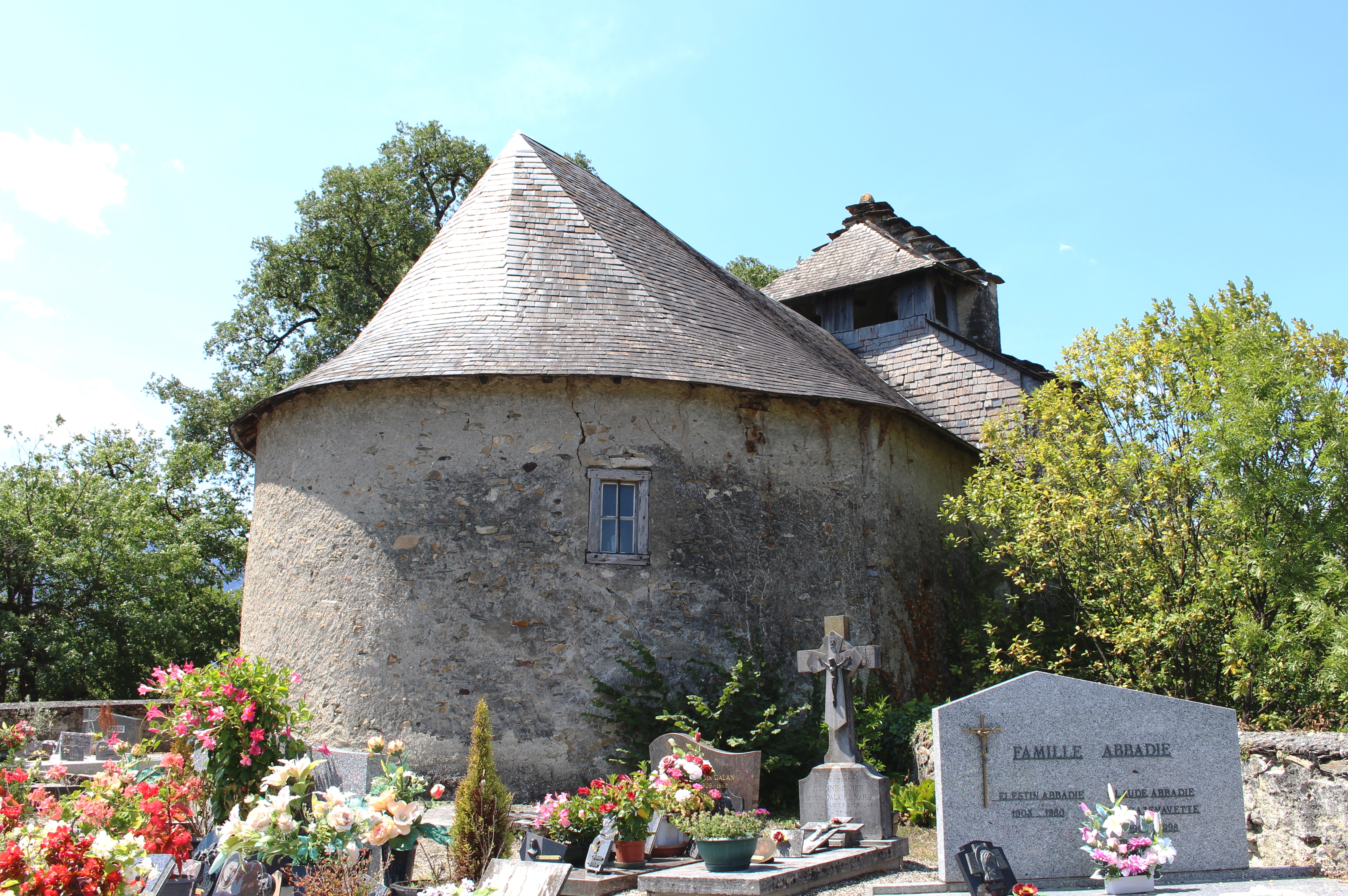
L'église Saint-Vincent de Silhen en 2017.

### Héraldique
| Blason | Blasonnement : De sinople à deux renardeaux au naturel passant l'un sur l'autre. Commentaires : vérifié auprès de la mairie. |